# 锡尔达营袭击
锡尔达营袭击（英語：Silda camp attack）发生于2010年2月15日，毛派武装在印度西孟加拉邦的锡尔达（距梅迪尼普尔60公里）袭击了印度安全部队。由此造成东部边境步枪队24名准军事人员死亡以及数人（据信）被绑架，这次袭击严重打击了政府对叛乱分子的进攻。毛派领导人基申吉声称对这起袭击事件负责。他被引述说：“我们袭击了营地，这是我们对奇丹巴拉姆（印度内政部长）‘绿色狩猎行动’的回答，除非该中心停止这种非人道的军事行动，否则我们就只有这样回答。”